# Cucullia osthelderi
Cucullia osthelderi är en fjärilsart som beskrevs av Charles Boursin 1933. Cucullia osthelderi ingår i släktet Cucullia och familjen nattflyn. Inga underarter finns listade i Catalogue of Life.